# Fokino (Brjanská oblast)
Fokino (rusky Фокино) je město ve Brjanské oblasti v Rusku. Při sčítání lidu v roce 2010 mělo bezmála čtrnáct tisíc obyvatel.

## Poloha a doprava
Fokino leží na východním břehu Bolvy, levého přítoku Desny v povodí Dněpru. Je vzdáleno přibližně šestnáct kilometrů severně od Brjansk]u, správního střediska oblasti.
Ve Fokinu je nádraží na železniční trati z Brjansku do Vjazmy.

## Dějiny
Fokino vzniklo v roce 1899 spolu se stavbou cementárny. Původně se proto nazývalo Cementnyj. V roce 1929 získalo pod jménem Cementnyj Zavod status sídla městského typu. Název Fokino nese od roku 1964, kdy získalo status města a bylo přejmenováno k poctě revolucionáře Ignatije Ivanoviče Fokina.